# Râle à menton blanc
Laterallus albigularis
Espèce
Statut de conservation UICN

 LC  : Préoccupation mineure
Le Râle à menton blanc (Laterallus albigularis) est une espèce d'oiseaux de la famille des Rallidae.

## Répartition
Cette espèce vit en Colombie, au Costa Rica, en Équateur, au Honduras, au Nicaragua et au Panama.